# (8235) Fragonard
(8235) Fragonard ist ein Asteroid des Hauptgürtels, der am 24. September 1960 von dem niederländischen Astronomenehepaar Cornelis Johannes van Houten und Ingrid van Houten-Groeneveld entdeckt wurde. Die Entdeckung geschah im Rahmen des Palomar-Leiden-Surveys, bei dem von Tom Gehrels mit dem 120-cm-Oschin-Schmidt-Teleskop des Palomar-Observatoriums aufgenommene Feldplatten an der Universität Leiden durchmustert wurden.
Der Asteroid gehört zur Clarissa-Familie, einer Gruppe von Asteroiden, die nach (302) Clarissa benannt wurde.
(8235) Fragonard wurde am 2. April 1999 nach dem französischen Maler, Zeichner und Radierer des Rokoko Jean-Honoré Fragonard (1732–1806) benannt, der neben François Boucher und Antoine Watteau zu den drei Meistern des französischen Rokoko gehört.